# На схід Борнео (фільм)
На схід Борнео (англ. East of Borneo) — американський пригодницький фільм режисера Джорджа Мелфорда 1931 року.

## Сюжет
Жінка проходить через джунглі, щоб знайти зниклого чоловіка.

## У ролях
- Роуз Хобарт — Лінда Рендольф
- Чарльз Бікфорд — доктор Аллан Кларк / доктор Аллан Рендольф
- Жорж Ренавент — Хашім, принц Маруду
- Лупіта Товар — Ніл
- Нобл Джонсон — Осман
- Том Лондон
- Тецу Комай